# Mesut Kumcuoğlu
Mesut Kumcuoğlu (* 13. September 1979 in Yalova) ist ein türkischer ehemaliger Fußballspieler.

## Karriere

### Verein
Kumcuoğlu begann mit dem Vereinsfußball in der Jugend des türkischen Traditionsvereins Beşiktaş Istanbul. Hier erhielt er 1998 einen Profivertrag, spielte weiterhin zwei Jahre lang für die Jugend- bzw. Reservemannschaft. Die Spielzeit 2000/01 lieh man ihn an Boluspor aus und die Spielzeit 2001/02 an Kahramanmaraşspor.
Im Sommer 2002 verließ er Beşiktaş und wechselte samt Ablöse zum Verein seiner Heimatstadt, zu Yalovaspor. Bereits in seiner ersten Spielzeit stieg er mit seiner Mannschaft als Meister der TFF 3. Lig in die TFF 2. Lig auf. Nach einem Jahr in der 2. Lig verließ er diesen Verein mit dem Vertragsende.
Zur anstehenden Saison wechselte er zum damaligen Erstligisten Akçaabat Sebatspor. Hier blieb er nur eine Spielzeit und kam während dieser Zeit zu lediglich einem Ligaspiel. Die nächste Saison heuerte er bei Ünyespor an und spielte hier eine Spielzeit.
Im Sommer 2006 wechselte er dann zum Istanbuler Zweitligisten Kartalspor. Hier erreichte er in seiner ersten Spielzeit die Vizemeisterschaft der TFF 2. Lig und damit den direkten Aufstieg in die TFF 1. Lig. Er blieb bis zu seinem Karriereende 2013 bei dem Verein.

### Nationalmannschaft
Kumcuoğlu durchlief die türkische U-16-, U-17- und U-18-Jugendnationalmannschaft.

## Erfolge
- Mit Yalovaspor:
  - Dritter der TFF 3. Lig: 2002/03
  - Aufstieg in die TFF 2. Lig: 2002/03

- Mit Kartalspor:
  - Vizemeister der TFF 2. Lig: 2006/07
  - Aufstieg in die TFF 1. Lig: 2006/07